# Tschadam
Tschadam ist eine Ortschaft in der Gemeinde Liebenfels im Bezirk Sankt Veit an der Glan in Kärnten (Österreich). Die Ortschaft hat 17 Einwohner (Stand 1. Jänner 2024). Sie liegt auf dem Gebiet der Katastralgemeinden Liebenfels und Rottschaft Feistritz. Mitte des 19. Jahrhunderts verlief die Grenze zwischen den Gemeinden Glantschach und Pulst durch den Ort, der daher in zwei gleichnamige Ortschaften geteilt war.

## Lage. Hofnamen
Die Ortschaft liegt im Südwesten des Bezirks Sankt Veit an der Glan, westlich des Gemeindehauptorts Liebenfels, am nördlichen Rand des Glantalbodens. Die Ortschaft wird durch Ossiacher Straße und die Eisenbahnstrecke in einen nördlichen und einen südlichen Teil geteilt; der nördliche Teil ist von der Ossiacher Straße aus erreichbar, der Südteil von Osten her von der Landesstraße L69 aus. Der nördliche Teil sowie die westlichsten Häuser des südlichen Teils liegen auf dem Gebiet der Katastralgemeinde Rottschaft Feistritz, die östlichen Häuser des Südteils auf dem Gebiet der Katastralgemeinde Liebenfels.
Zur Ortschaft gehören unter anderem die Höfe Oberer Tschadamer (Nr. 1), Unterer Tschadamer (Nr. 2), Höflinger (Nr. 3) und Antlas (Nr. 4).

## Geschichte
Der Ort wird 1507 als Tschedem (von slowenisch scedem = Rodung) erwähnt. Der Großteil des Orts gehörte in der ersten Hälfte des 19. Jahrhunderts zum Steuerbezirk Kraig und Nußberg, ein kleiner Teil zum Steuerbezirk Karlsberg. Bei Gründung der Ortsgemeinden im Zuge der Reformen nach der Revolution 1848/49 kamen die auf dem Gebiet der Katastralgemeinde Rottschaft Feistritz liegenden Häuser zunächst zur Gemeinde Glantschach, das in der Katastralgemeinde Feistritz (heute Liebenfels) liegende Haus zur Gemeinde Feistritz, die 1865 in Gemeinde Pulst umbenannt wurde. 1875 wurde die Katastralgemeinde Rottschaft Feistritz an die Gemeinde Pulst angeschlossen; seither gehört der gesamte Ort zu einer Gemeinde. 1958 kam der Ort zu der durch Fusion der Gemeinden Pulst, Liemberg und Hardegg entstandenen Großgemeinde Liebenfels.

## Bevölkerungsentwicklung
Für die Ortschaft zählte man folgende Einwohnerzahlen:
- 1869: 5 Häuser, 25 Einwohner (davon 4 Häuser und 16 Einwohner in der Gemeinde Glantschach[4]; 1 Haus und 9 Einwohner in der Gemeinde Pulst[5])
- 1880: 5 Häuser, 30  Einwohner[6]
- 1890: 5 Häuser, 28 Einwohner[7]
- 1900: 4 Häuser, 29 Einwohner[8]
- 1910: 4 Häuser, 45 Einwohner[9]
- 1923: 4 Häuser, 42 Einwohner[10]
- 1934: 24 Einwohner[11]
- 1961: 6 Häuser, 32 Einwohner[12]
- 2001: 9 Gebäude (davon 7 mit Hauptwohnsitz) mit 11 Wohnungen; 27 Einwohner und 2 Nebenwohnsitzfälle; 9 Haushalte; 3 Arbeitsstätten, 4 land- und forstwirtschaftliche Betriebe[13]
- 2011: 9 Gebäude, 20 Einwohner, 5 Haushalte, 5 Arbeitsstätten[14]
- 2021: 9 Gebäude, 23 Einwohner, 6 Haushalte, 9 Arbeitsstätten[15]